# Gregorio Sablan
Gregorio Sablan (ur. 19 stycznia 1955 w Saipanie) – polityk z Marianów Północnych, od stycznia 2009 pierwszy w historii delegat Marianów Północnych do Izby Reprezentantów USA.

## Życiorys
Pochodzi z ludu Czamorro, stanowiącego rdzenną ludność Marianów i sąsiedniej wyspy Guam. Studiował na University of Guam, a następnie na University of California, Berkeley. Nie ukończył jednak studiów, ponieważ jego ojciec stracił pracę i nie był w stanie pokrywać czesnego. W latach 1982–1986 był członkiem Legislatury Marianów Północnych. Zasiadał wówczas m.in. w delegacji negocjującej z rządem federalnym USA wsparcie finansowe dla Marianów. Następnie należał do personelu reprezentującego Hawaje senatora Daniela Inouye. W kolejnych latach zajmował wysokie stanowiska urzędnicze we władzach terytorialnych Marianów Północnych.

### Kariera w Kongresie USA
W 2008 wystartował w wyborach mających wyłonić pierwszą osobę, która zostanie delegatem Marianów Północnych w Kongresie USA. Wcześniej terytorium to było reprezentowane w Waszyngtonie przez tzw. rezydenta, który jednak miał znacznie mniejszy zakres uprawnień, zaś koszty jego utrzymania ponosił rząd terytorium. Po reformie z 2008 roku, Mariany Północne uzyskały w parlamencie federalnym status analogiczny do innych terytoriów federalnych – ich przedstawiciel, zwany delegatem, jest członkiem Izby Reprezentantów, finansowanym na zasadach zbliżonych do reprezentantów stanów USA. Nie może jedynie brać udziału w głosowaniach na posiedzeniach plenarnych, choć może na nich swobodnie się wypowiadać. Dodatkowo może zasiadać jako pełnoprawny członek (łącznie z możliwością głosowania) w komisjach Izby.
Sablan startował w wyborach jako kandydat niezależny, jego głównym rywalem był ostatni rezydent Marianów w Waszyngtonie pracujący na starych zasadach, Pedro Agulto Tenorio. 3 stycznia 2009 został zaprzysiężony, wraz z pozostałymi członkami 111. Kongresu USA. W lutym 2009 przyłączył się do frakcji parlamentarnej Partii Demokratycznej, a nieco później został członkiem tego ugrupowania. W 2010 i 2012 uzyskiwał reelekcję na kolejną kadencję.